# 데비카 비스
데비카 비세(Devika Bhise, 1992년 또는 1993년 ~ )는 미국의 배우이다.

## 영화
- 임파서블 몬스터즈 (2018년)
- 무한대를 본 남자 (2015년) - 자나키 역